# Никохим
«НИКОХИМ» — Группа компаний, один из лидеров российской химической индустри и. Полное название — «Общество с ограниченной ответственностью "НИКОХИМ"». Основана в 2004 году.
«НИКОХИМ» - первый в России многопрофильный химический технопарк на территории Волгоградской промышленной площадки.

## Деятельность
В состав холдинга входят: АО «КАУСТИК» - основное предприятие группы, выпускает базовые продукты – каустическую соду, хлорпарафины, синтетическую соляную кислоту, хлор, поливинилхлорид, гипохлорит натрия и др., является одним из крупнейших налогоплательщиков Волгоградской области; АО «НикоМаг» - производство гидроксида и оксида магния, хлористого магния, противогололёдных материалов; ООО "Зиракс" - производство высокочистых реагентов для различных отраслей промышленности; ОАО «Полигран» - производство пластикатов и жестких ПВХ-композиций.
Численность персонала предприятий группы, расположенных на промышленной площадке в Волгограде, превышает 6 тысяч человек.
Основное предприятие группы АО «КАУСТИК» занимает первое место в России по выпуску твердой каустической соды, хлорпарафинов, синтетической соляной кислоты и товарного хлора; второе место - по выпуску жидкой каустической соды и гипохлорита натрия; третье место - по выпуску ПВХ.[2]